# キャメロン・ベイリー
キャメロン・ベイリー（Cameron Bailey、1996年1月21日 - ）は、ニュージーランド出身のラグビーユニオン選手。ジャパンラグビーリーグワンの清水建設江東ブルーシャークスに所属している。

## 経歴
ジュニア時代には、オーストラリアンフットボールとボウリングでニュージーランド代表として出場した。
2016年、サウス・カンタベリーに加入。2021年には州代表カンタベリーに選ばれた。
2021年、釜石シーウェイブスRFCに加入。2025年5月、日本製鉄釜石シーウェイブスを退団。
2025年6月、清水建設江東ブルーシャークスに加入した。